# Arianne Caoili

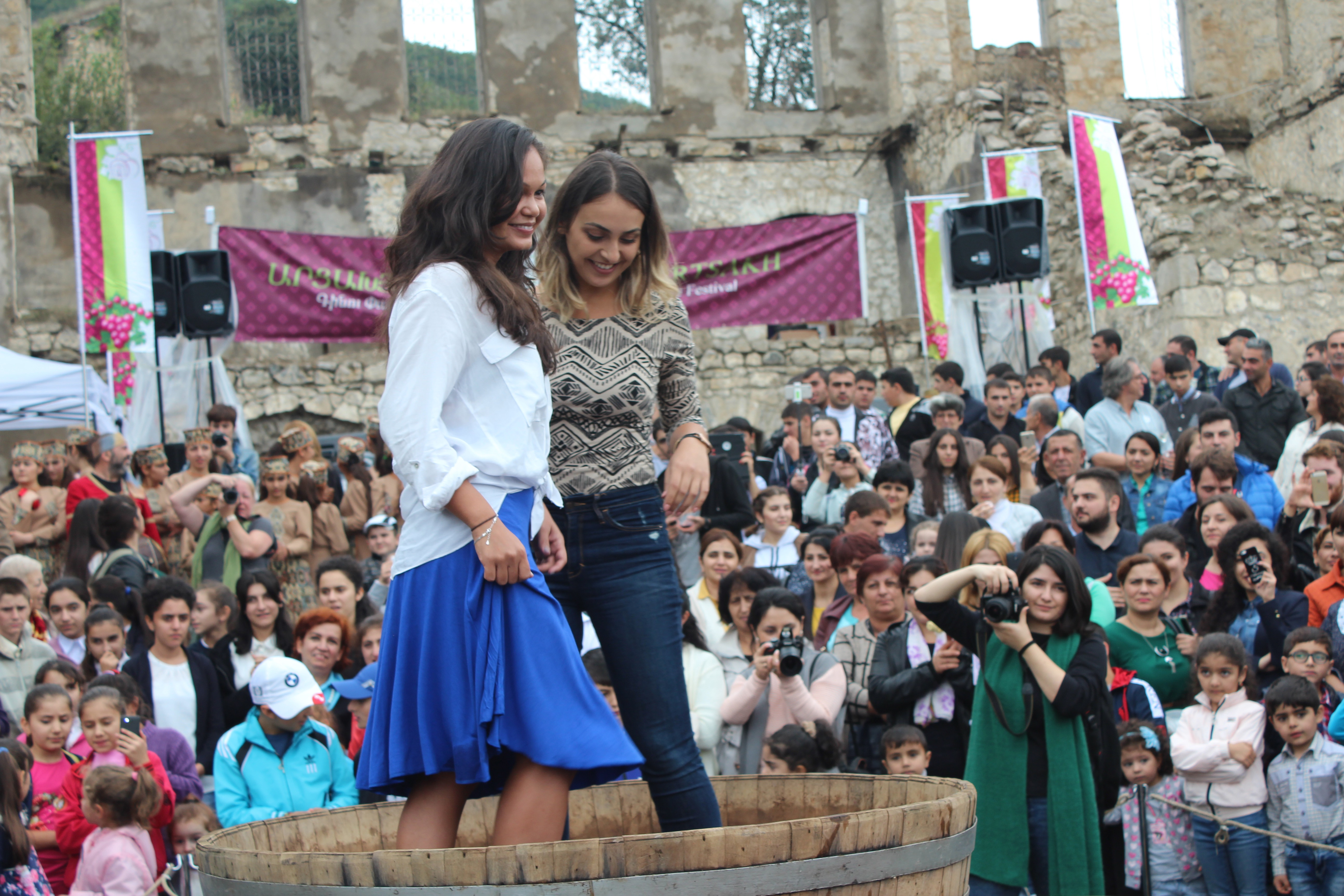
Caoili (à esquerda) pisando uvas durante o 3º Festival Anual do Vinho em Artsakh (2016)

Arianne Bo Caoili (22 de dezembro de 1986 - 30 de março de 2020) era uma jogadora de xadrez filipina e australiana. Ela recebeu o título de Mestre Internacional Feminino (WIM) pela FIDE, venceu o campeonato de xadrez feminino da Oceania em 2009 e competiu em sete Olimpíadas de Xadrez Feminino .

## Xadrez
Nascida em Manila, Filipinas, Caoili começou a jogar xadrez aos seis anos de idade. Em 22 de dezembro de 2000, ela venceu o campeonato de meninas asiáticas com menos de 16 anos em Bagac, nas Filipinas. No ano seguinte, ela marcou 5½/9 pontos no torneio Conca Della Presolana na Itália. Na lista de classificação da FIDE de outubro de 2002, Caoili atingiu sua classificação máxima de 2309. Em 2004, Caoili mudou sua federação de xadrez para representar a Austrália. Em 2009, ela venceu o torneio de Xadrez Clássico de Londres com uma pontuação de 8/9, dois pontos à frente do vice-campeão. No mesmo ano, Caoili venceu o Campeonato Zonal Feminino da Oceania e, como resultado, se qualificou para jogar no Campeonato Mundial Feminino de 2010 . No entanto, ela não se apresentou para esta competição.
Caoili jogou pelas Filipinas na Olimpíada Feminina de Xadrez em 1998 e 2000. Ela representou a Austrália na mesma competição em 2004, 2006, 2008, 2010 e 2012.

## Aparições na televisão
Caoili foi uma das dançarinas celebridades na quinta temporada australiana de Dancing with the Stars . Seu parceiro de dança profissional era Carmelo Pizzino e ela terminou como vice-campeã da série, atrás de Anthony Koutoufides .
Num episódio do programa de TV australiano Deal or No Deal, ela ganhou um carro para um expectador.

## Vida pessoal

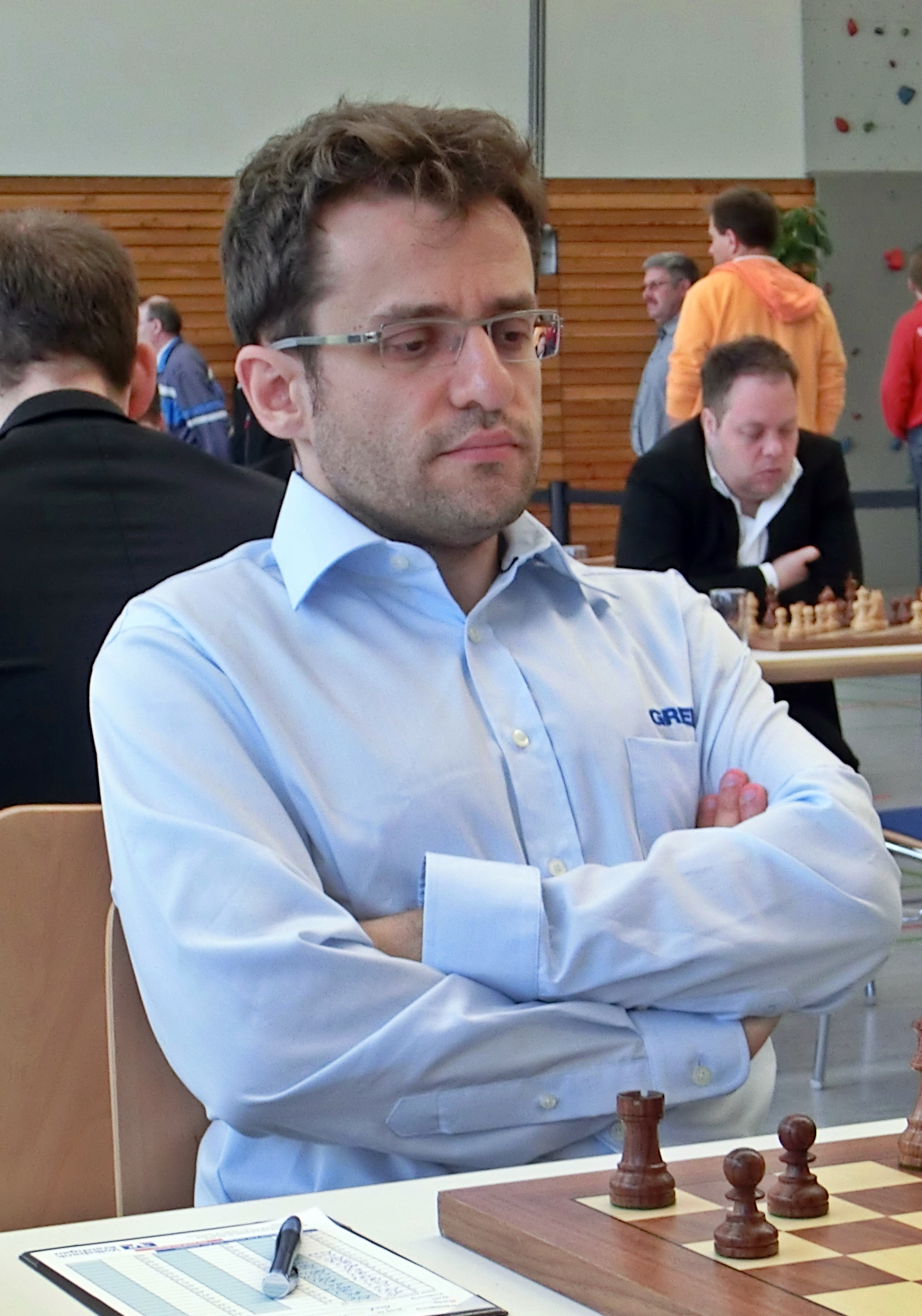
Levon Aronian, enxadrista casado com Caoili.

Desde 2008, Caoili mantinha um relacionamento com um dos maiores grande mestres do mundo, Levon Aronian. Eles se conheceram em 1996, no Campeonato Mundial de Xadrez da Juventude, em Las Palmas, e se tornaram amigos em 2006, tendo sido apresentados por seu amigo em comum, Alex Wohl . Aronian e Caoili ficaram oficialmente noivos em 2015  e se casaram em 30 de setembro de 2017 no mosteiro de Saghmosavank do século 13, com a presença do presidente armênio Serzh Sargsyan e sua esposa Rita Sargsyan .
Ela falava várias línguas fluentemente e estudara para um doutorado em uma universidade alemã sobre "política externa russa, especialmente suas relações econômicas e comerciais com a Armênia em nível estadual e individual". Ela trabalhou como consultora para uma empresa de consultoria global. De 2013 até sua morte em 2020, Caoili viveu e trabalhou na Armênia.

## Morte
Caoili morreu em 30 de março de 2020 de ferimentos sofridos depois que seu carro colidiu com um pilar de apoio de uma ponte em Yerevan duas semanas antes. Ela tinha 33 anos. 